# Hijos del pueblo
Hijos del pueblo est une chanson populaire liée au mouvement ouvrier, d'inspiration anarcho-syndicaliste. Cet hymne est attribué au journaliste Rafael Carratalá Ramos, originaire d'Alicante,,. Il a été présenté en 1885 à la Section de Musique révolutionnaire du premier concours socialiste organisé par le Centre des Amis de Reus, appartenant à la Première Internationale.

## Versions
Il existe trois versions de l'hymne. La première est la version de 1885, tandis que la deuxième a été enregistrée pendant la Guerre civile espagnole par l'Orfeó Català de Barcelone sous la direction de Francisco Pujol (es). La troisième est une version intitulée Himno anarquista ou Salud proletarios.

### Version du centenaire de la CNT
À l'occasion de la célébration du centenaire de la CNT, l'idée d'un nouvel enregistrement d'A las barricadas et de Hijos del pueblo est revenue. Il a d'abord été nécessaire de localiser les partitions, ce qui a été demandé à la Fondation des Études Libértaires Anselmo Lorenzo, avec l'espoir qu'elles aient été déposées dans ses archives, mais celle-ci a informé que, si les partitions existaient encore, elles auraient disparu, probablement égarées ou détruites à la fin de la Guerre civile.
Par la suite, les partitions ont été retrouvées chez le périodique Tierra y Libertad. Après des mois de travail de composition, d'écriture, d'arrangement, faisant appel à des musiciens et des chanteurs de différentes formations, de longues heures d'essais et de corrections, l'enregistrement définitif a eu lieu le 14 novembre 2009 au Conservatoire de Musique Juan Crisóstomo de Arriaga de Bilbao sous la direction de Luís Antonio Gamarra.

## Paroles

### Hijos del pueblo (1885)
Hijo del pueblo, te oprimen cadenas 

y esa injusticia no puede seguir, 

si tu existencia es un mundo de penas 

antes que esclavo prefiere morir. 

Esos burgueses, asaz egoístas, 

que así desprecian la Humanidad, 

serán barridos por los anarquistas 

al fuerte grito de libertad. 

Rojo pendón, no más sufrir, 

la explotación ha de sucumbir. 

Levántate, pueblo leal, 

al grito de revolución social. 

Vindicación no hay que pedir; 

sólo la unión la podrá exigir. 

Nuestro pavés no romperás. 

Torpe burgués. 

¡Atrás! ¡Atrás! 

Los corazones obreros que laten 

por nuestra causa, felices serán. 

Si entusiasmados y unidos combaten, 

de la victoria, la palma obtendrán. 

Los proletarios a la burguesía 

han de tratarla con altivez, 

y combatirla también a porfía 

por su malvada estupidez. 

Rojo pendón, no más sufrir, 

la explotación ha de sucumbir. 

Levántate, pueblo leal, 

al grito de revolución social. 

Vindicación no hay que pedir; 

sólo la unión la podrá exigir. 

Nuestro pavés no romperás. 

Torpe burgués. 

¡Atrás! ¡Atrás!

### Hijos del pueblo (1936)
Hijo del pueblo, te oprimen cadenas,

y esa injusticia no puede seguir;

si tu existencia es un mundo de penas

antes que esclavo prefiere morir.

En la batalla, la hiena fascista,

por nuestro esfuerzo sucumbirá;

y el pueblo entero, con los anarquistas,

hará que triunfe la libertad.

Trabajador, no más sufrir,

el opresor ha de sucumbir.

Levántate, pueblo leal,

al grito de revolución social.

Fuerte unidad de fe y de acción

producirá la revolución.

Nuestro pendón uno ha de ser:

sólo en la unión está el vencer.

### Himno anarquista (Salud proletarios)
Salud proletarios: Llegó el gran día; 

dejemos los antros de la explotación, 

no ser más esclavos de la burguesía, 

dejemos suspensa la producción. 

Iguales derechos e iguales deberes 

tenga por norma la sociedad, 

y sobre la tierra los humanos seres 

vivan felices en fraternidad. 

Trabajador, no más sufrir 

el opresor ha de sucumbir. 

A derrocar al capital, 

al grito de Revolución Social. 

Acracia al fin triunfará. 

Bello jardín la tierra será. 

Todo lo vil a eliminar. 

Pueblo viril, ¡Luchar, Luchar! 

No más supremacía de dioses y leyes, 

no más de tiranos la vil opresión. 

Y vallas, fronteras, gobiernos y leyes 

derrúmbense al paso de la rebelión. 

Formemos un mundo de paz y armonía 

donde libres imperen las Artes y Amor. 

Viviendo la libre Anarquía 

Natura brinda en su rica labor. 

Trabajador, no más sufrir 

el opresor ha de sucumbir. 

A derrocar al capital, 

al grito de Revolución Social. 

Acracia al fin triunfará. 

Bello jardín la tierra será. 

Todo lo vil a eliminar. 

Pueblo viril, ¡Luchar, Luchar!